# Lecane unguitata
Lecane unguitata is een raderdiertjessoort uit de familie Lecanidae. De wetenschappelijke naam van deze soort is voor het eerst geldig gepubliceerd in 1925 door Fadeev.